# Teapacks
Teapacks (también conocidos como Tipex) (en Hebreo: טיפקס) fue una banda Israelí que se formó en 1988 en el sur de la ciudad de Sederot.
Cada miembro del grupo tiene una nacionalidad distinta; Tunecino, Marroquí, Rumano, Sirio, Polaco, Ruso y de ascendencia Yemenita. Teapacks ganó popularidad al interpretar música tradicional Israelí-oriental combinada con ligeras insinuaciones cómicas. Su vocalista, Kobi Oz, es conocido en Israel por looks excéntricos y su estilo. La banda ha lanzado siete álbumes de estudio y una compilación de grandes éxitos, que en conjunto han vendido más de 300,000 copias. Teapacks ha sido elegido como "La Mejor Banda del Año" en numerosas ocasiones por varias emisoras de radio Israelíes.

## Eurovisión 2007
En 2007, Teapacks fueron elegidos para representar a Israel en el Festival de la Canción de Eurovisión 2007, que se celebró en Helsinki, Finlandia, con la canción "Push the Button", donde no lograron pasar a la final, obteniendo la 24ª  posición con 17 puntos. La canción, generó bastante controversia, por hacer referencia a Irán y a una posible guerra nuclear.

## Discografía
Álbumes de estudio
- Shvil Klipot Hagarinim (1992)
- Ha'acharon Ba'asiron Hatachton (1993)
- Hachaim Shelcha Be'laffa (1995)
- Klavim Lo Novchim Beyarok (1996) (Motion Picture Soundtrack)
- Neshika Ladod (A Kiss to the Uncle) (1997)
- Disco Menayak (1999)
- Yoshvim Beveit Caffe (2001)
- Kol Halehitim (2003)
- Radio Musica Ivrit (2006)
- Haosef Haromanti (2010)

Sencillos
- "Push the Button" (2007)